# Марко Бергер
Ма́рко Бе́ргер (ісп. Marco Berger; нар. 8 грудня 1977, Буенос-Айрес, Аргентина) — аргентинський кінорежисер, сценарист, кінопродюсер та монтажер.

## Біографія
Марко Бергер народився 8 грудня 1977 у Буенос-Айресі (Аргентина). Після навчання в Університеті кіно в Буенос-Айресі дебютував у 2007 році короткометражними стрічками «Остання воля» (ісп. Última voluntad) та «Годинник» (ісп. El reloj). Його перший повнометражний фільм «План Б», в основу сюжету якого лягла історія юнака, що спокусив бойфренда своєї подруги, був представлений на багатьох кінофестивалях.
У 2013 році вийшов другий повнометражний фільм Марко Бергера «Відсутній», який брав участь у 61-му Берлінському кінофестивалі та отримав там премію Тедді як найкращий художній фільм з формулюванням за «оригінальний сценарій, інноваційно естетичний і тонкий підхід, який створює динамізм та унікальне поєднання гомоеротичного бажання, невідомості і драматичного напруження»
Фільм Марко Бергера «Метелик» (2015) брав участь у програмі Панорама на 65-му Берлінському кінофестивалі та у програмі Сонячний зайчик 45-го Київського міжнародного кінофестивалю «Молодість».

## Особисте життя
Марко Бергер є відкритим геєм.

## Фільмографія
| Рік  |     | Назва українською | Оригінальна назва | Режисер | Сценарист | Продюсер |
| ---- | --- | ----------------- | ----------------- | ------- | --------- | -------- |
| 2008 | к/м | Годинник          | El reloj          | Так     | Так       |          |
| 2009 |     | План Б            | Plan B            | Так     | Так       |          |
| 2013 |     | Відсутній         | Ausente           | Так     | Так       | Так      |
| 2013 |     | Гаваї             | Hawaii            | Так     | Так       | Так      |
| 2015 |     | Метелик           | Mariposa          | Так     | Так       |          |
| 2016 |     | Тхеквондо         | Taekwondo         | Так     | Так       |          |
| 2018 |     | Блондин           | Un rubio          | Так     | Так       | Так      |

Співрежисер
- 2010 : П'ять / Cinco — з Сінтією Валера, Ендрю Сала та Франсіско Форбсом
- 2012 : Сексуальна напруга, Частина 1: Нестабільний / Tensión sexual, Volumen 1: Volátil — з Марсело Монако
- 2013 : Сексуальна напруга, Частина 2: Фіалки / Tensión sexual, Volumen 2: Violetas — з Марсело Монако

## Визнання
| Нагороди та номінації Марко Бергер                   | Нагороди та номінації Марко Бергер                        | Нагороди та номінації Марко Бергер | Нагороди та номінації Марко Бергер |
| Рік                                                  | Категорія                                                 | Фільм                              | Результат                          |
| ---------------------------------------------------- | --------------------------------------------------------- | ---------------------------------- | ---------------------------------- |
| Каннський кінофестиваль                              |                                                           |                                    |                                    |
| 2008                                                 | Приз програми Сінефондасьйон                              | Годинник                           | Номінація                          |
| Копенгагенський міжнародний кінофестиваль (CPH PIX)  |                                                           |                                    |                                    |
| 2008                                                 | Grand PIX новому талантові                                | План Б                             | Номінація                          |
| Римський кінофестиваль                               |                                                           |                                    |                                    |
| 2009                                                 | Приз Золотий Марк-Ауреліо                                 | План Б                             | Номінація                          |
| ЛГБТ-кінофестиваль FilmOut (Сан-Дієго)               |                                                           |                                    |                                    |
| 2009                                                 | Найкращий міжнародний художній фільм                      | План Б                             | Перемога                           |
| Берлінський міжнародний кінофестиваль                |                                                           |                                    |                                    |
| 2011                                                 | Премія Тедді                                              | Відсутній                          | Перемога                           |
| Аргентинська асоціація кінокритиків                  |                                                           |                                    |                                    |
| 2012                                                 | Срібний кондор за найкращий відеофільм                    | Відсутній                          | Перемога                           |
| Міжнародний кінофестиваль в Палм-Спрінгс             |                                                           |                                    |                                    |
| 2015                                                 | Премія Cine Latino                                        | Гаваї                              | Номінація                          |
| Міжнародний кінофестиваль у Сан-Себастьяні           |                                                           |                                    |                                    |
| 2015                                                 | Премія «Себастьян» за найкращий латиноамериканський фільм | Метелик                            | Перемога                           |
| 45-й Київський міжнародний кінофестиваль «Молодість» |                                                           |                                    |                                    |
| 2015                                                 | Сонячний зайчик                                           | Метелик                            | Номінація                          |
| 46-й Київський міжнародний кінофестиваль «Молодість» |                                                           |                                    |                                    |
| 2016                                                 | Сонячний зайчик                                           | Тхеквондо                          | Номінація                          |
| 48-й Київський міжнародний кінофестиваль «Молодість» |                                                           |                                    |                                    |
| 2019                                                 | Сонячний зайчик — Найкращий ЛГБТК-фільм                   | Блондин                            | Перемога                           |